# Beaverdam (Alberta)
Pour les articles homonymes, voir Beaver Dam et Beaver.
Beaverdam est un hameau (hamlet) de Bonnyville No 87, situé dans la province canadienne d'Alberta.